# Glomeroides chiapensis
Glomeroides chiapensis är en mångfotingart som beskrevs av Shear 1986. Glomeroides chiapensis ingår i släktet Glomeroides och familjen klotdubbelfotingar. Inga underarter finns listade i Catalogue of Life.